# أندرو براون (لاعب اتحاد الرغبي بريطاني)
أندرو براون (بالإنجليزية: Andrew Brown)‏ هو لاعب اتحاد الرغبي بريطاني، ولد في 20 أبريل 1980 في Pontypool ‏ في المملكة المتحدة.